# Облаја
Облаја је врста женске хаљине ношена у склопу народне ношње.
Иако је на вечини места звана облаја, у Лијевој Ријеци је позната и као џупелета.Овај назив се сматра да је примљен у време Турака истовремено кад и џемадан, чакшире и други.

## Изглед и ношење
Облаја је хаљина налик дугој кошуљи која ј епрекривала тело од врата до чланка. Рукави су допирали до шака, са разрезом до од шаке ка лакту 10 цм. Ради се о хаљетку тканом од беле вуне у два нита, па се та тканина звала двојанац, а и узина, јер је танка и неваљана. Рукави облаје су често израђивани од узине или од ваљаног сукна и бојени су броћом у црвено. На раменима и око шаке украшени су црвеном чохом, а по чохи је везено разнобјном свилом и памуком.
Облаја се састојала од два дела, односно две поле: прве која је покривала предњи део тела, другу коај је покривала леђа и ноге. По кроју између предњег и задњег дела, бочно испод пазуха надоле, убациване су два до три клина. У пределу груди и појаса, облаја је била уз тело, а од паса надоле се ширила. При дну је имала нашивен комад црног сукна, а преко њега са лица, односно предње стране црвену чоху, која је такође као и на раменима била извезена разнобојном свилом. Око врата није имала колир, односно крагну, него само извезен поруб и била је разрезана до прса.
Понеке жене су је пре него што је извевзу бојиле у црвено (у броћ) или у црно у карабоју. Биле су богато везене разнобојном вуном:око врата, рамена, по целим грудима и целим дном, од колена доле. На њој су шаре разноврсне, али чест је био мотив котурића.
Ношена је до тела без кошуље.
Облају, односно облајицу, носила су и деца. Облајица је била исткана у два нита и ретко је прављена од беле вуне. Досезала је до земље, са дугим рукавима, до шака. Преко ње деца би носила појас, рађен слично као и за старије мушкарце, само много краћи и ужи. Носила су је и мушка и женска деца, с тиме да су мушка деца носила облајицу до 15 година, након чега се облаче као и одрасли мушкарци.